# Ruelle-sur-Touvre
Ruelle-sur-Touvre is een gemeente in het Franse departement Charente (regio Nouvelle-Aquitaine). De gemeente telde 7.396 inwoners op 1 januari 2022. De plaats maakt deel uit van het arrondissement Angoulême.

## Geschiedenis

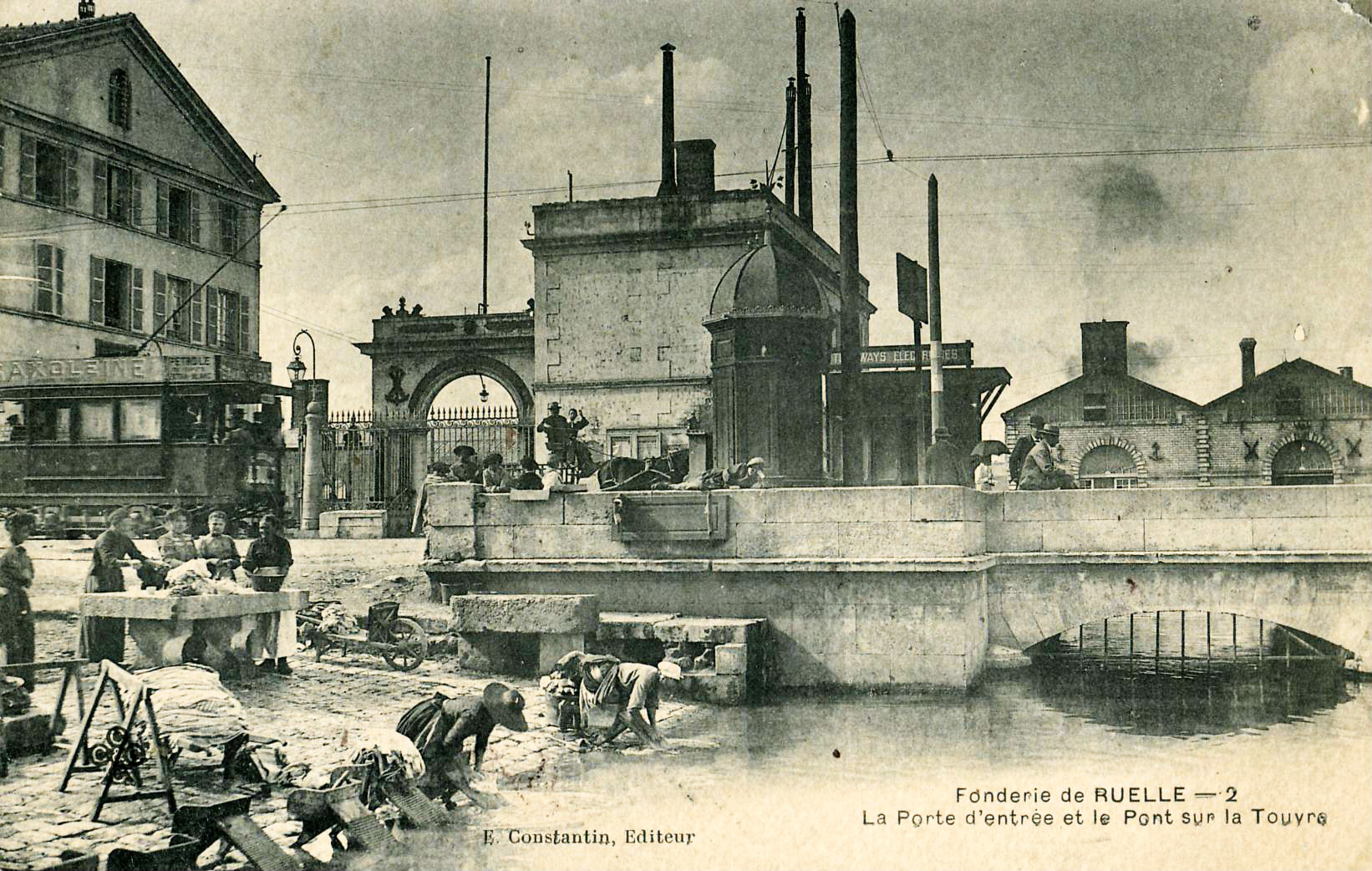
De Touvre en de ijzergieterij omstreeks 1900

In de middeleeuwen lagen hier vier dorpen: Ruelle, Villement, Fissac en Le Maine-Gagnaud. De Saint-Médardkerk van Ruelle zou minstens teruggaan tot 1080. Naast landbouw was er ook visvangst op de visrijke Touvre. Ook waren er zes watermolens op deze rivier.
In 1751 werd er een ijzergieterij gebouwd in Ruelle door Marc-René de Montalembert (1714-1800). Hier werden kanonnen gemaakt voor de Franse marine. Hij koos voor deze plaats wegens de waterkracht van de rivier Touvre, de nabijheid van de mijnen van Périgord en van een woud (voor houtskool) en de verbinding met de marinebasis van La Rochelle (via de Charente). Dit zorgde voor een instroom van arbeiders. In 1838 werd een brug over de Touvre gebouwd. In 1875 kwam er een treinstation en in 1899 een tram naar Angoulême (deze lijn sloot al in 1907). In 2018 sloot station Ruelle-sur-Touvre.
De gieterij werd DCN (Direction des Chantiers navals), dan DCNS en later Naval Group. In de jaren 1960 en 1970 kwam er hoogbouw in de gemeente en werden scholen, sportinfrastructuur en een cultureel centrum gebouwd voor de sterk groeiende bevolking.

## Geografie
De oppervlakte van Ruelle-sur-Touvre bedroeg op 1 januari 2022 10,66 vierkante kilometer; de bevolkingsdichtheid was toen 693,8 inwoners per km². De Touvre, een zijrivier van de Charente, stroomt door de gemeente.
De onderstaande kaart toont de ligging van Ruelle-sur-Touvre met de belangrijkste infrastructuur en aangrenzende gemeenten.

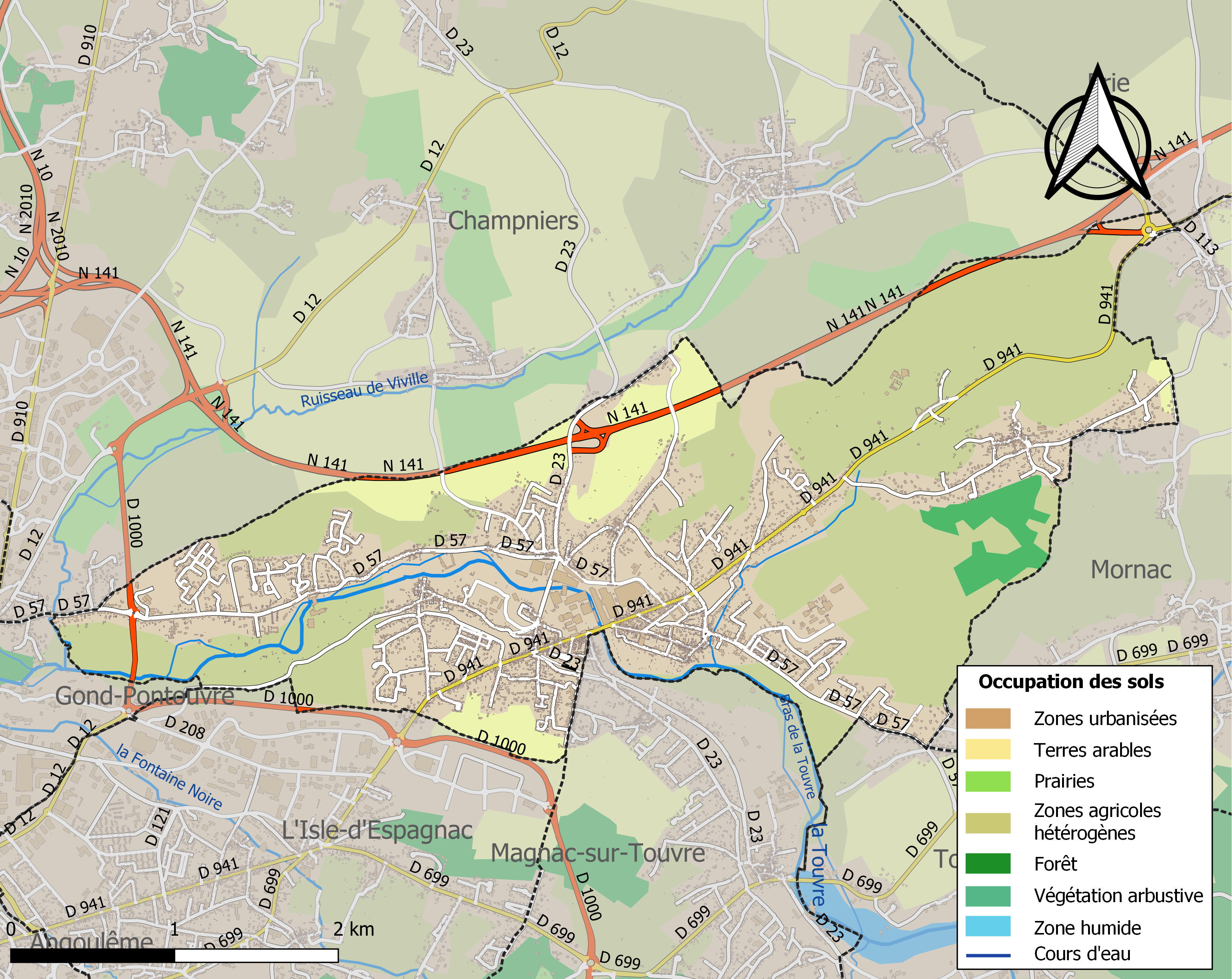

## Demografie
In 1821 telde de gemeente 1.211 inwoners en in 1876 1.876 inwoners.
Onderstaande figuur toont het verloop van het inwonertal (bron: INSEE-tellingen).

## Bezienswaardigheden

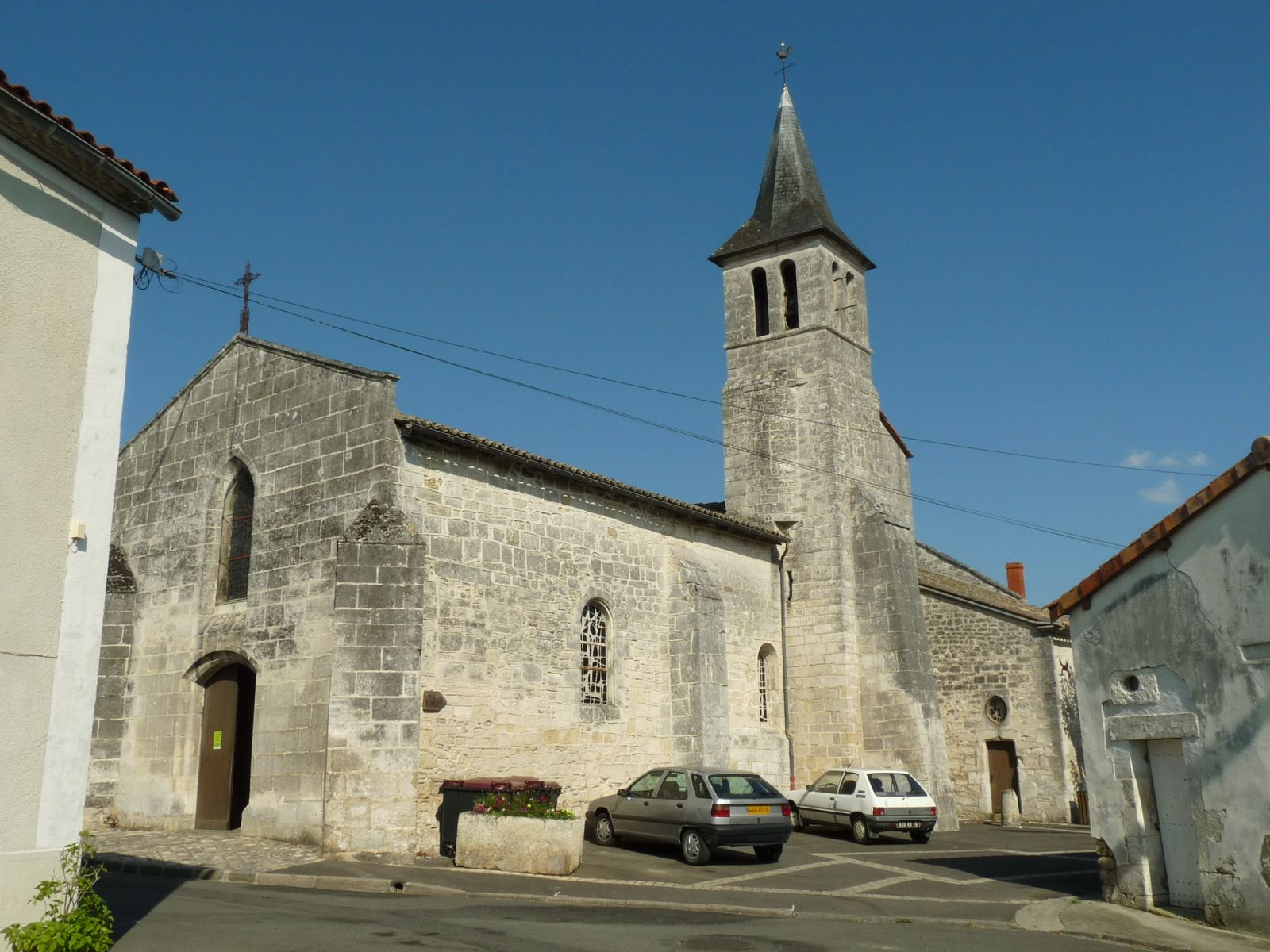
Saint-Médardkerk
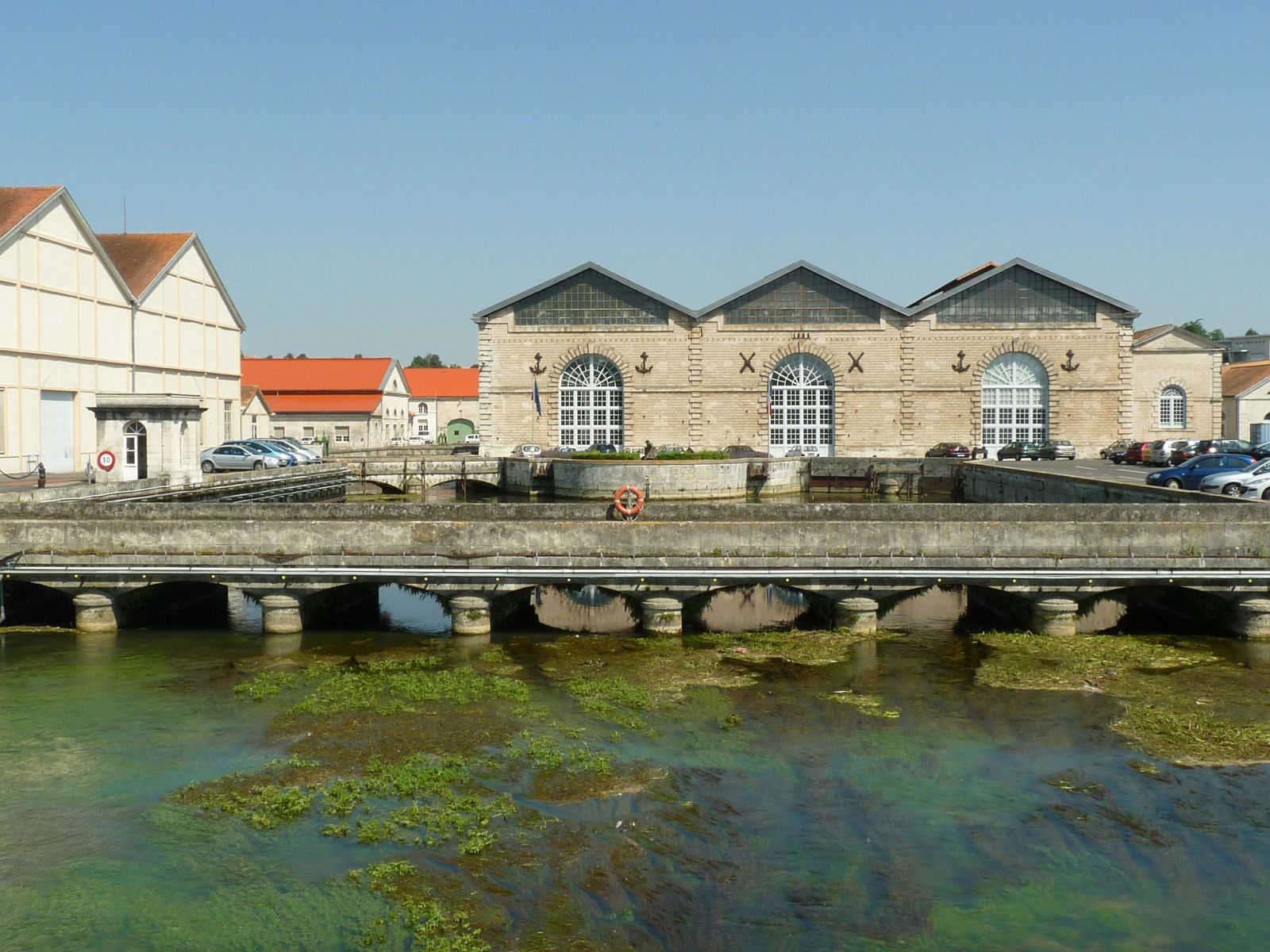
Gieterij
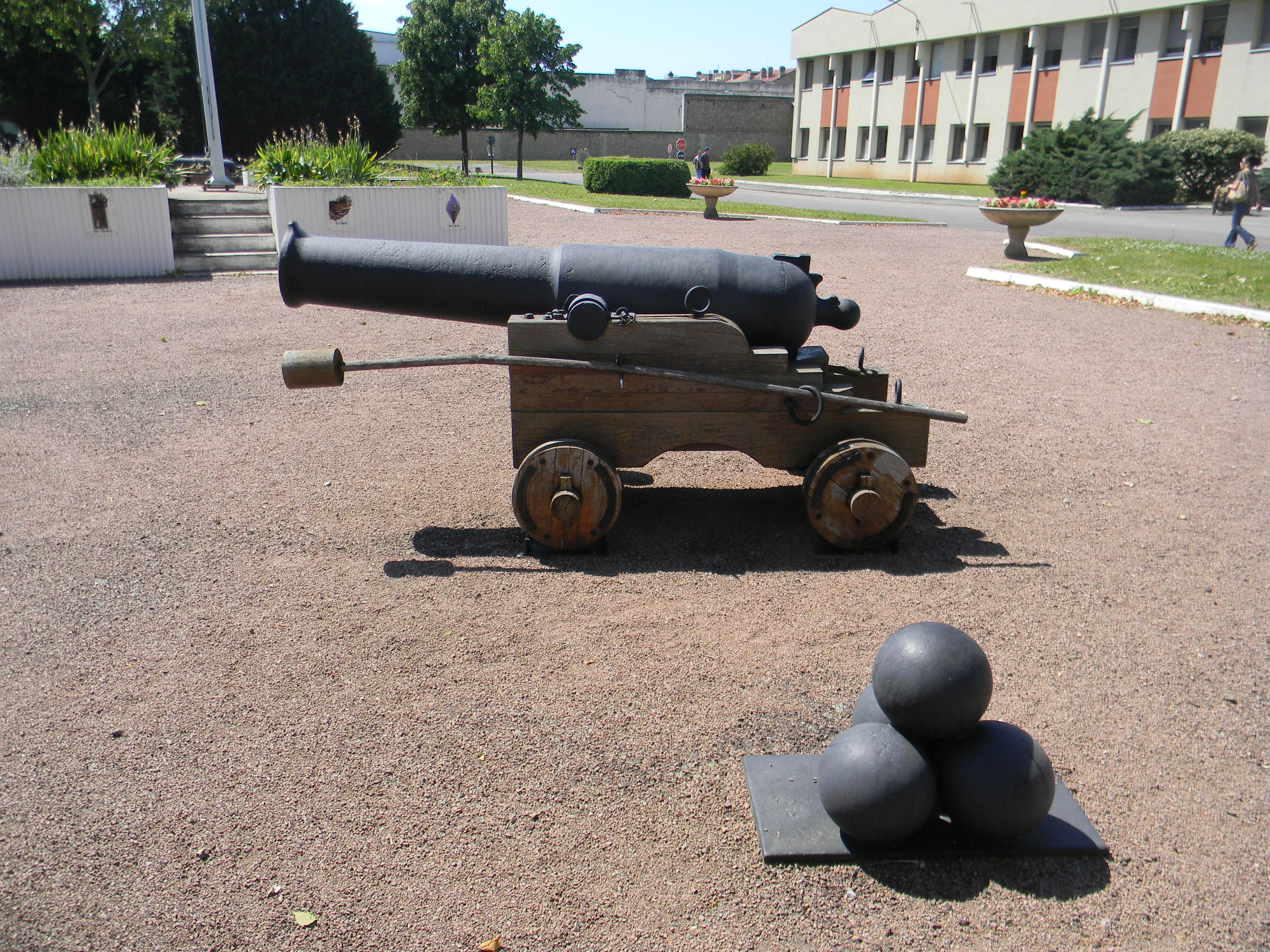
Kanon

- Moulin de la Terrière, watermolen uit 1651
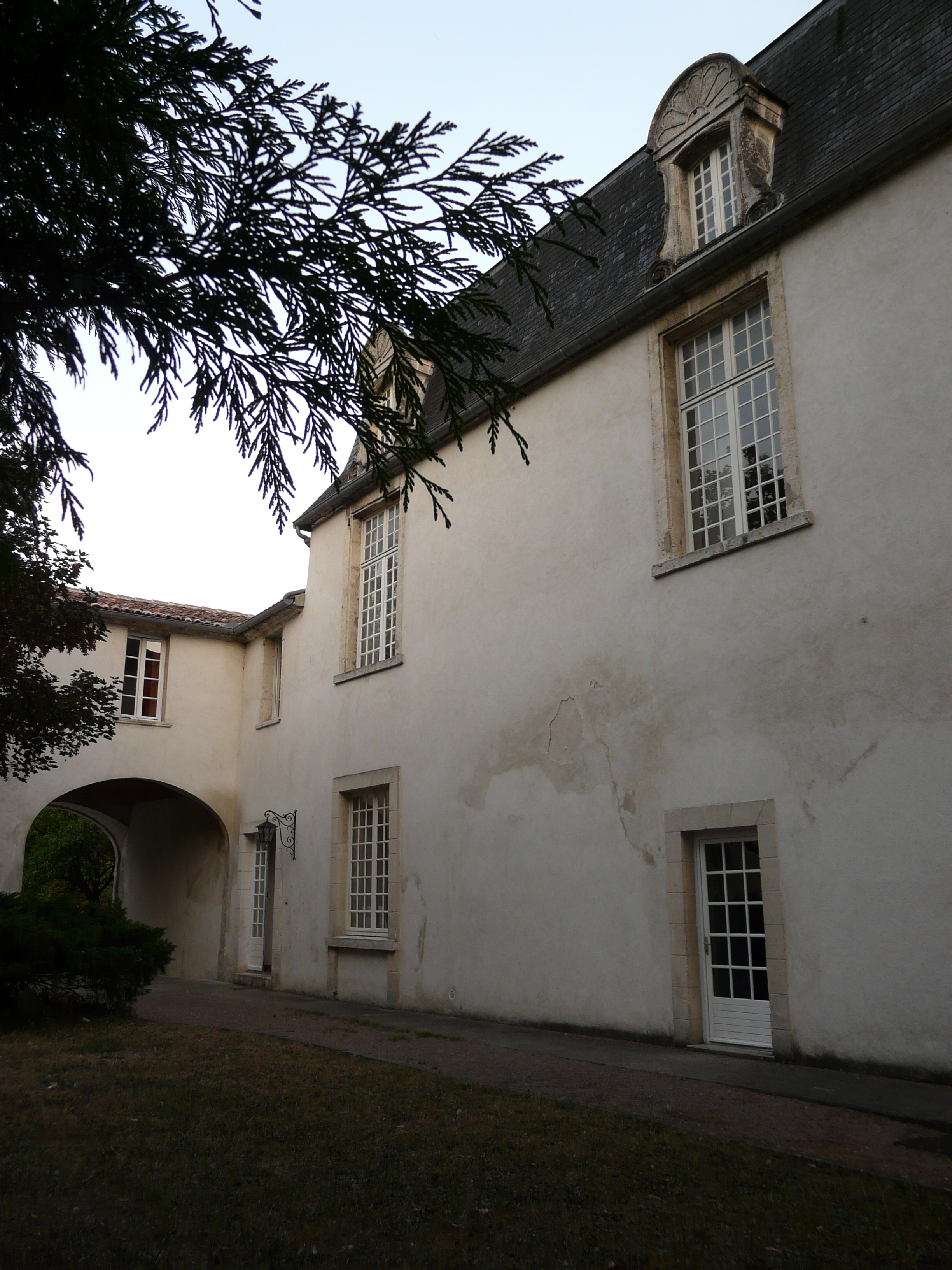
Logis de Fissac
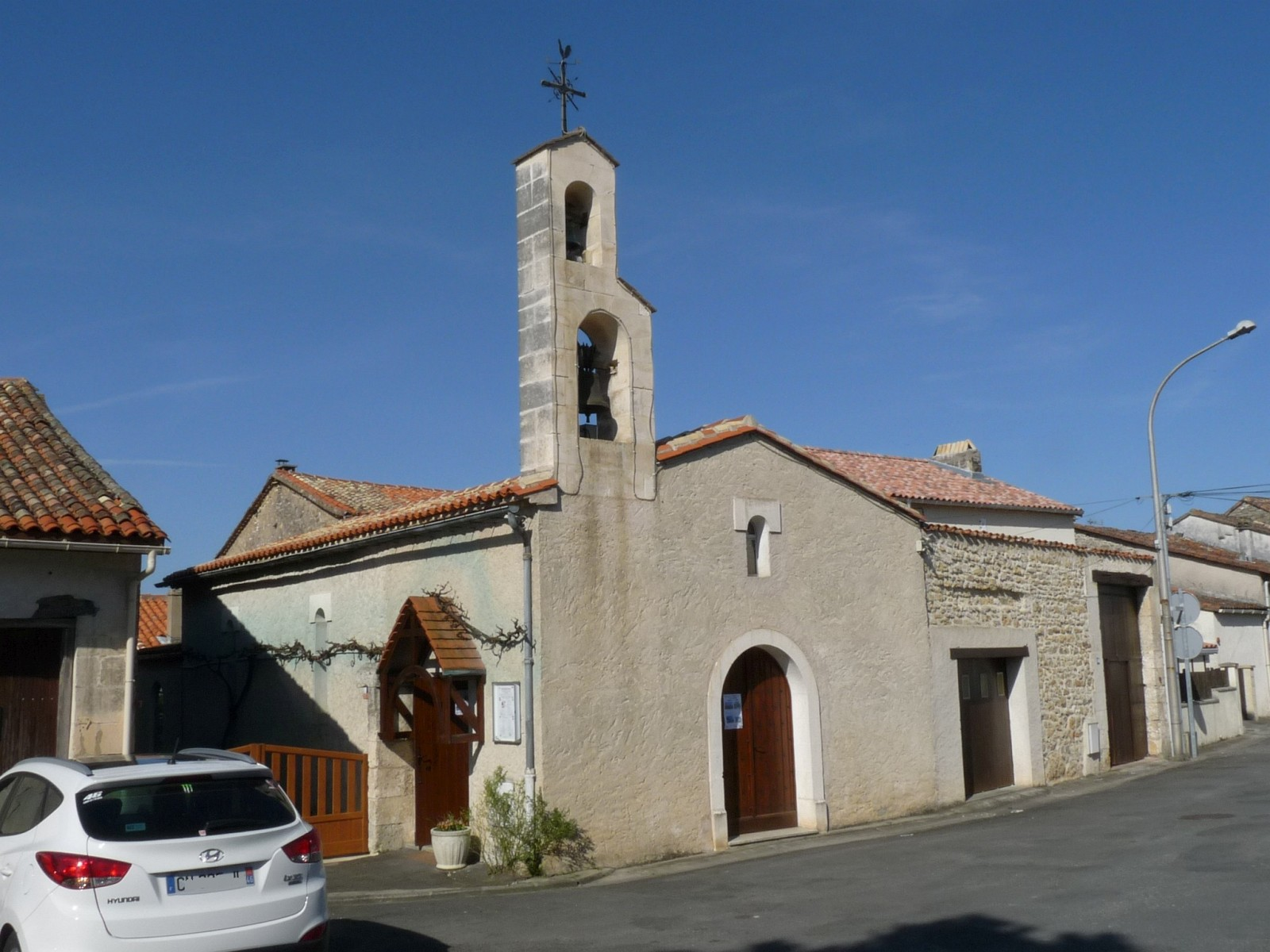
Kapel Saint-Pierre-Aumaître des Riffauds

- Saint-Médardkerk
- Gieterij
- Kanon
- Logis de Fissac
- Kapel Saint-Pierre-Aumaître des Riffauds